# Marcel Kalz
Marcel Kalz (født 9. marts 1987 i Berlin) er en cykelrytter fra Tyskland. Hans foretrukne disciplin er banecykling, hvor han har vundet medaljer ved de nationalemesterskaber, og europæiske U/23-mesterskaber. 
Kalz har vundet flere seksdagesløb, blandt andet sejren ved Københavns seksdagesløb 2014 med makkeren Robert Bartko.